# 梅希利布日

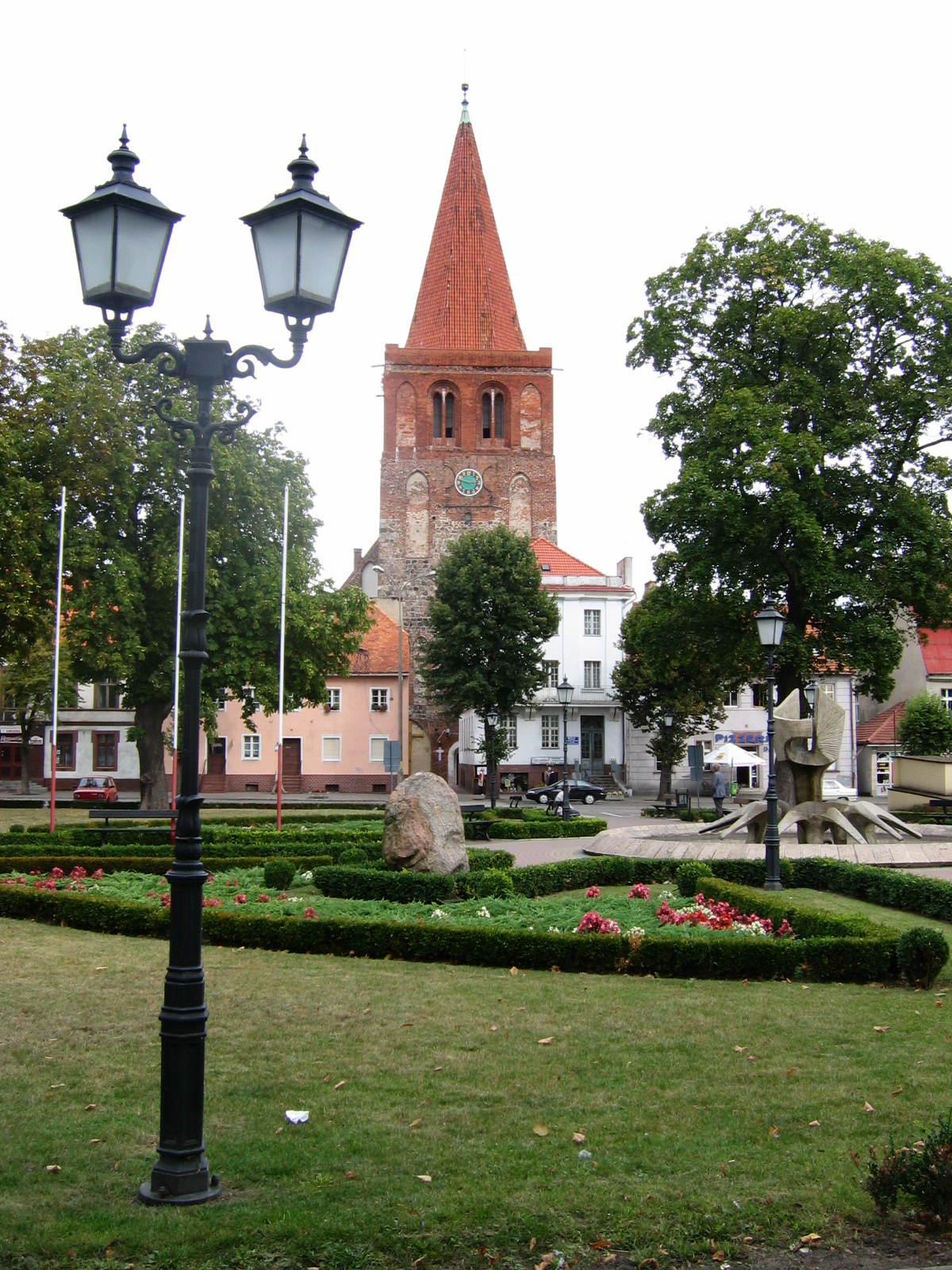

梅希利布日是波蘭的城鎮，位於該國西北部，由西波美拉尼亞省負責管轄，面積15.04平方公里，主要經濟活動是工業和旅遊業，2006年人口11,867。

## 外部連結
- Official town website （页面存档备份，存于）
- Unofficial town website （页面存档备份，存于）
- Virtual Mysliborz
- Location via Encarta Maps[永久]

52°56′N 14°52′E / 52.933°N 14.867°E